# 山野内倫昭
山野内 倫昭（やまのうち みちあき、1955年12月8日 - ）は、カトリック教会の聖職者、サレジオ会士。カトリックさいたま教区の司教である。洗礼名は「マリオ」。

## 経歴
1955年12月8日、大分県佐伯市生まれ。1964年、家族と共にアルゼンチンへ移住。1975年、移住したアルゼンチンでサレジオ修道会に入会。1976年から1979年まで哲学と神学を学び、神学と教育学の学士号を修得。1984年1月31日に終生誓願、1984年12月21日に司祭に叙階された。叙階後、1985年から1988年まで、アルゼンチンのコルドバでサレジオ会哲学院で養成を担当。1988年から1991年まで、サレジオ会哲学院院長と管区評議員。1991年から1997年まで、アルゼンチンとパラグアイのサレジオ会修練長を務める。
1997年2月27日、日本に帰国。1997年から1999年まで、大分サレジオ・スタディーセンターで日本語を学ぶ。1999年から2004年まで、育英高専（現サレジオ工業高等専門学校）選任講師とサレジオ会杉並支部修道院長。2004年から2009年まで、調布サレジオ神学院長と四谷修道院長を務める。2007年から2009年まで、管区評議員・養成委員長。2009年から2012年まで同窓生顧問。2009年から2014年まで、サレジオ会日本管区副管区長と扶助者聖マリアの会（ADMA）の霊的指導担当。2014年12月4日から、日本管区長を務める。
2018年6月2日、教皇フランシスコより教区長として歴代7人目、教区に昇格してからの司教としては5代目のさいたま教区司教に任命され、同年9月24日に浦和明の星学園・ジュビリホールにて、司教に叙階された。